# Carlinda
Carlinda é um município brasileiro do estado de Mato Grosso. Localizado no extremo norte do estado e com uma população estimada de 10 990 habitantes.

## História
O nome da cidade foi escolhido em referência ao Rio Carlinda, que cruza a região. Já a denominação do Rio é uma homenagem à esposa do militar que promoveu o levantamento da região do atual Rio Teles Pires: Dona Carlinda Lourenço Teles Pires, esposa do Capitão Antonio Lourenço Tele Pires.
Por muito tempo, a localidade foi conhecida como "Quatro Pontes", porque, ao longo dos anos, 3 pontes foram construídas sobre o Rio Carlinda e destruídas no período das chuvas (a primeira em 1976, pela INDECO). Posteriormente foram construídas mais duas pontes, que tiveram o mesmo destino. A quarta ponte ficou em pé, mas o nome não evoluiu, ficando o nome "Carlinda".
O povoamento do lugar iniciou em 1981, como assentamento de reforma agrária do INCRA, em uma área de 89 mil hectares chamada Parque Carlinda. Ariosto da Riva respeitou a área reservada à reforma agrária do INCRA e Manoel do Vale foi quem implementou o assentamento de 54 famílias, em 1981.
O município foi criado em 19 de dezembro de 1994 (Lei nº 6.594), desmembrado de Alta Floresta.

## Geografia
O relevo caracteriza por planaltos residuais em altitudes modestas. Formados por depósitos sedimentares que favorecem a ocorrência de minerais como o ferro, manganês, cobre e ouro.
O clima é do tipo tropical com estação seca. Percebe-se média térmica elevada e regime pluviométrico marcado pela ocorrência de duas estações: verão chuvoso e inverno seco.
A vegetação é exclusivamente amazônica, o que regula a umidade na região.

## Transporte
Depende fortemente das rodovias MT-208 que liga Carlinda ao município de Alta Floresta e MT-320 que liga toda região norte à BR-163.

## Curiosidades e Controvérsias
Em 2023, a prefeita da cidade Carmelinda Leal Martines Coelho do União Brasil anunciou que renunciaria o cargo, caso o candidato a Presidência da República Luiz Inácio Lula da Silva vencesse às Eleições gerais no Brasil em 2022.
Em 3 de janeiro de 2023, a prefeita encaminhou aos vereadores, a carta de renúncia. O vice-prefeito, Fernando Ribeiro assume a vaga da titular. 

## Últimos prefeitos eleitos
| Ano  | Prefeito        | Partido | Votos | %     | Ref    |
| ---- | --------------- | ------- | ----- | ----- | ------ |
| 2004 | Dr. Miranda     | PV      | 2.728 | 45,11 | [ 8 ]  |
| 2008 | Dr. Miranda     | PV      | 3.180 | 57,56 | [ 9 ]  |
| 2012 | Geraldo Ribeiro | PDT     | 3.169 | 53,87 | [ 10 ] |
| 2016 | Carmen Martines | DEM     | 4.034 | 100   | [ 11 ] |
| 2020 | Carmen Martines | DEM     | 4.646 | 90,16 | [ 12 ] |
| 2024 | Pastor Fernando | UNIÃO   | 5.236 | 87,69 | [ 13 ] |